# Корпусний сад (Полтава)
Ко́рпусний сад (колишні назви Олександрівський сад, Жовтневий парк) — парк у центрі Полтави, пам'ятка садово-паркового мистецтва.
Площа парку 6 га. Закладений у 1840 році. Статус — з 1964 року.

## Опис
Корпусний сад — парк круглої форми на Круглій площі, має вісім радіальних алей. Тут налічується близько 70 видів дерев і кущів, розбито клумби півоній і троянд, інших квітів. Чимало рідкісних видів дерев.
Композиційним центром парку є споруджений у 1805–1811 роках монумент Слави, встановлений на честь перемоги російської армії над військами шведського короля Карла XII в Полтавській битві.

## З історії парку

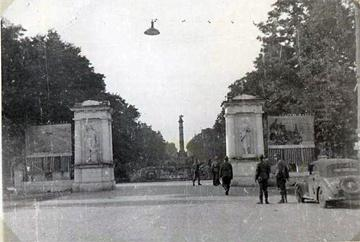
Корпусний сад, 1941 рік

У 1840 році навколо Монумента Слави розбито парк. Але офіційно Корпусний сад відкритий у 1909 році з нагоди святкування 200-річчя Полтавської битви.
Тривалий час парк перебував у віданні Петровського Полтавського кадетського корпусу, тому його ще називали Корпусним. Ця назва неофіційно збереглася до наших днів. До 1917 року також називався Олександрівський сад.
1964 року парку надано статусу пам'ятки садово-паркового мистецтва.

## Галерея

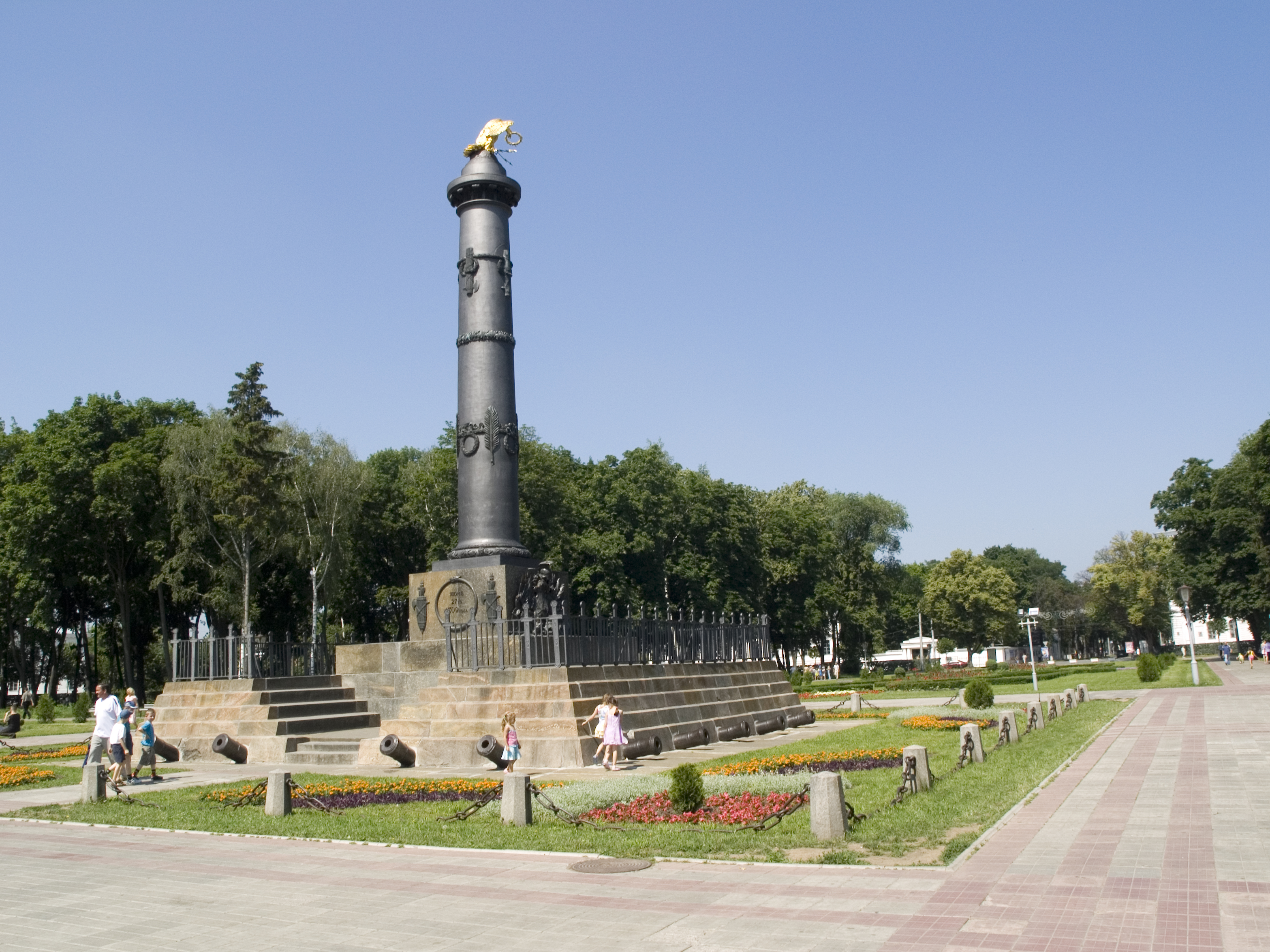
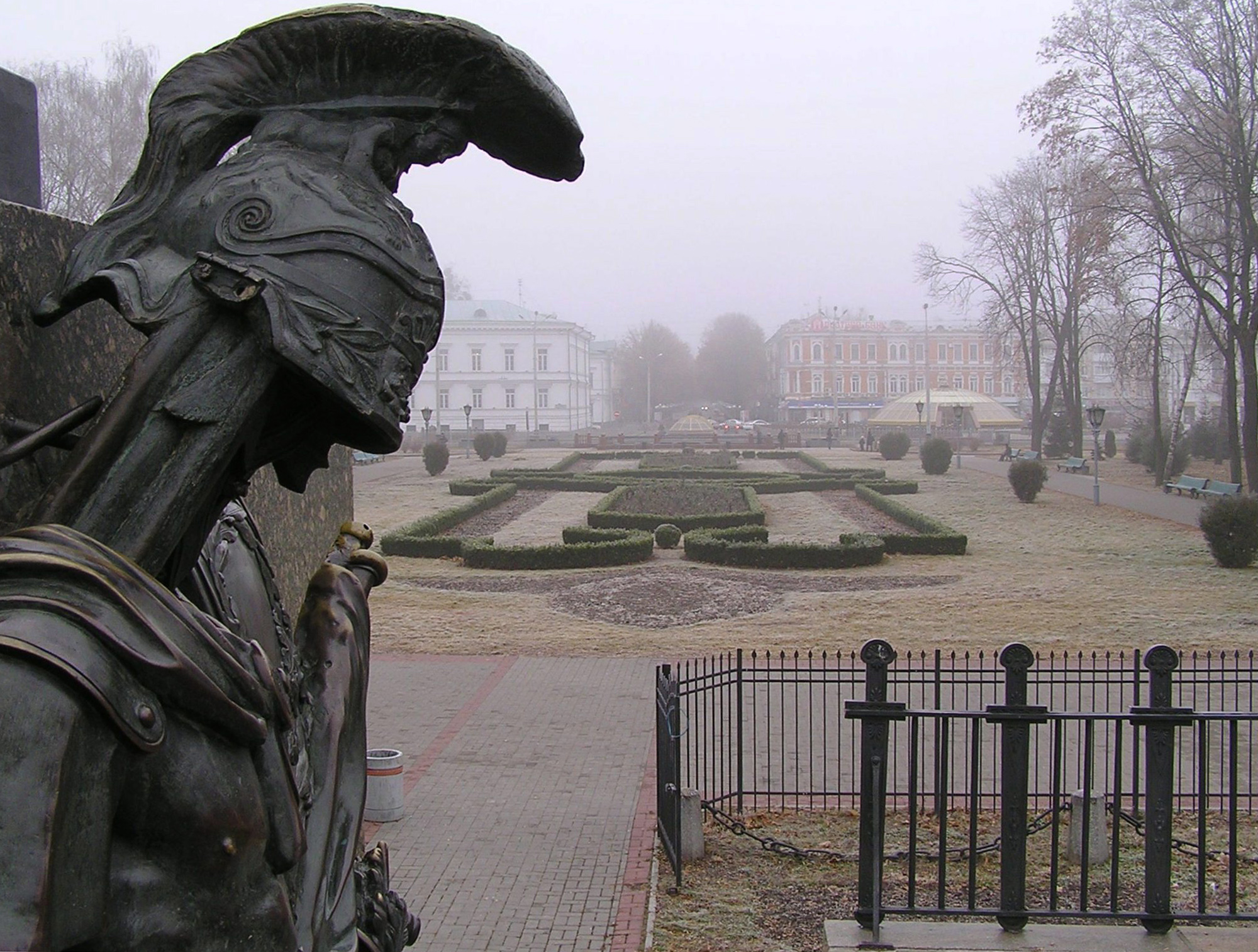
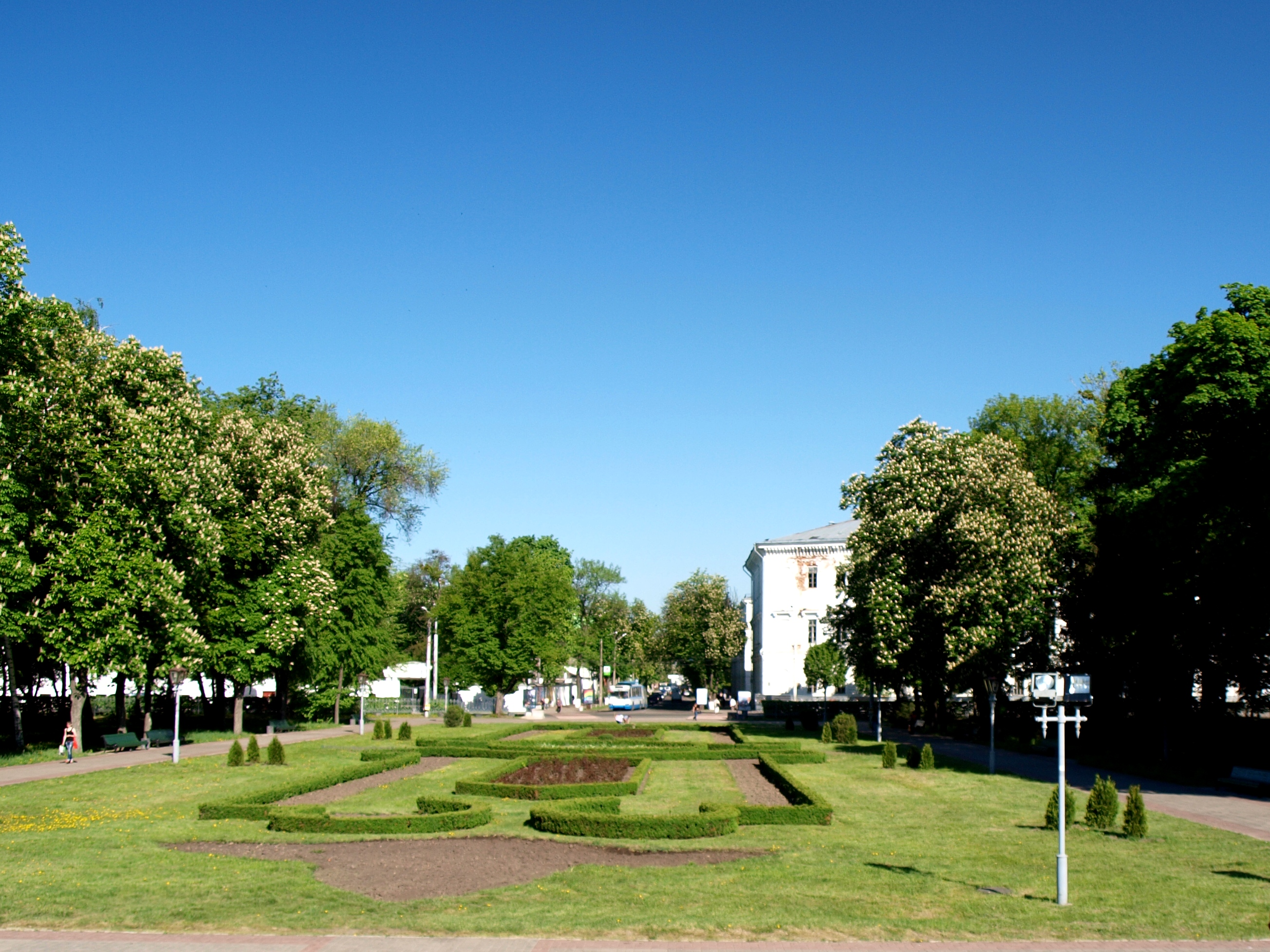
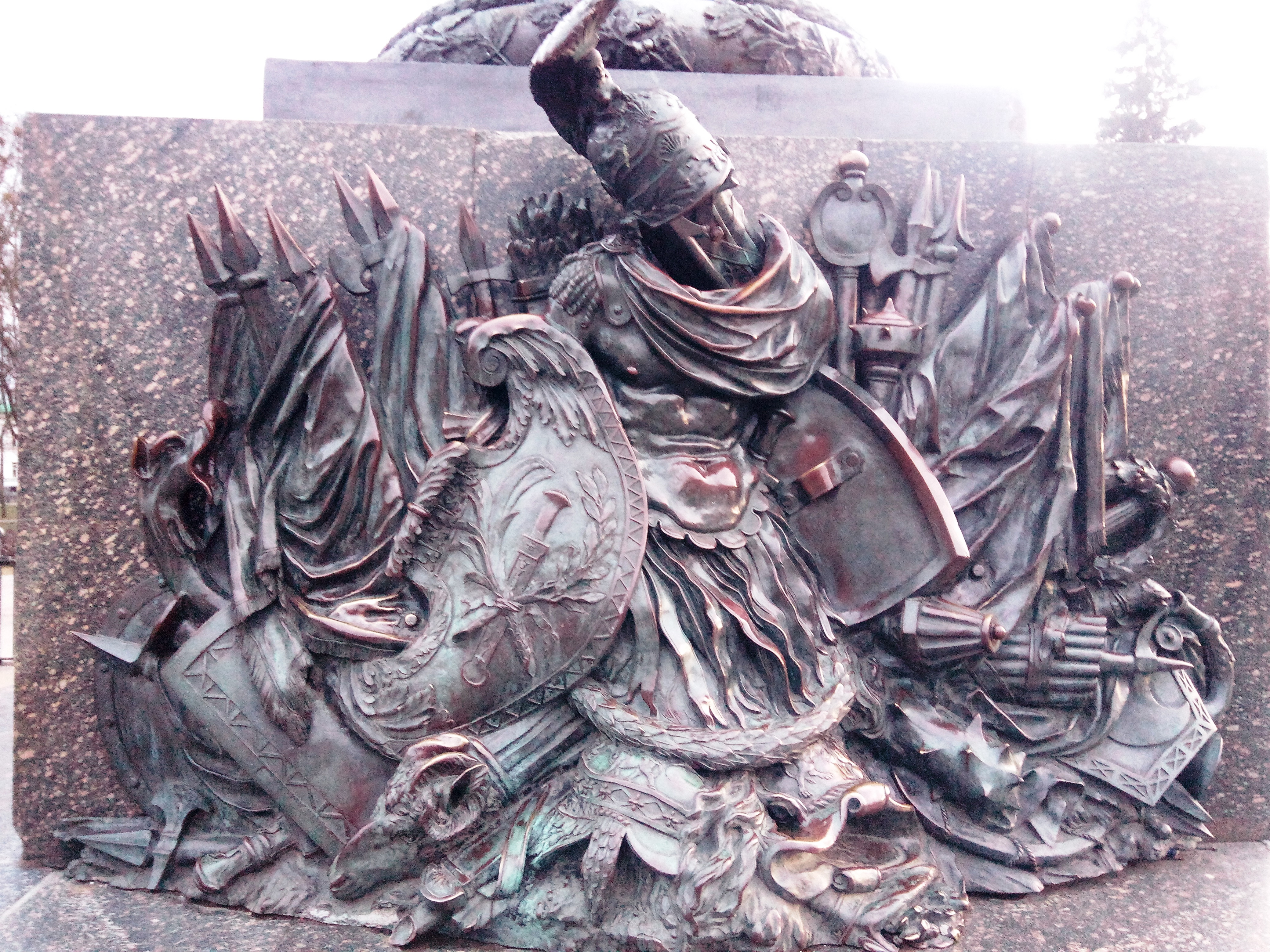
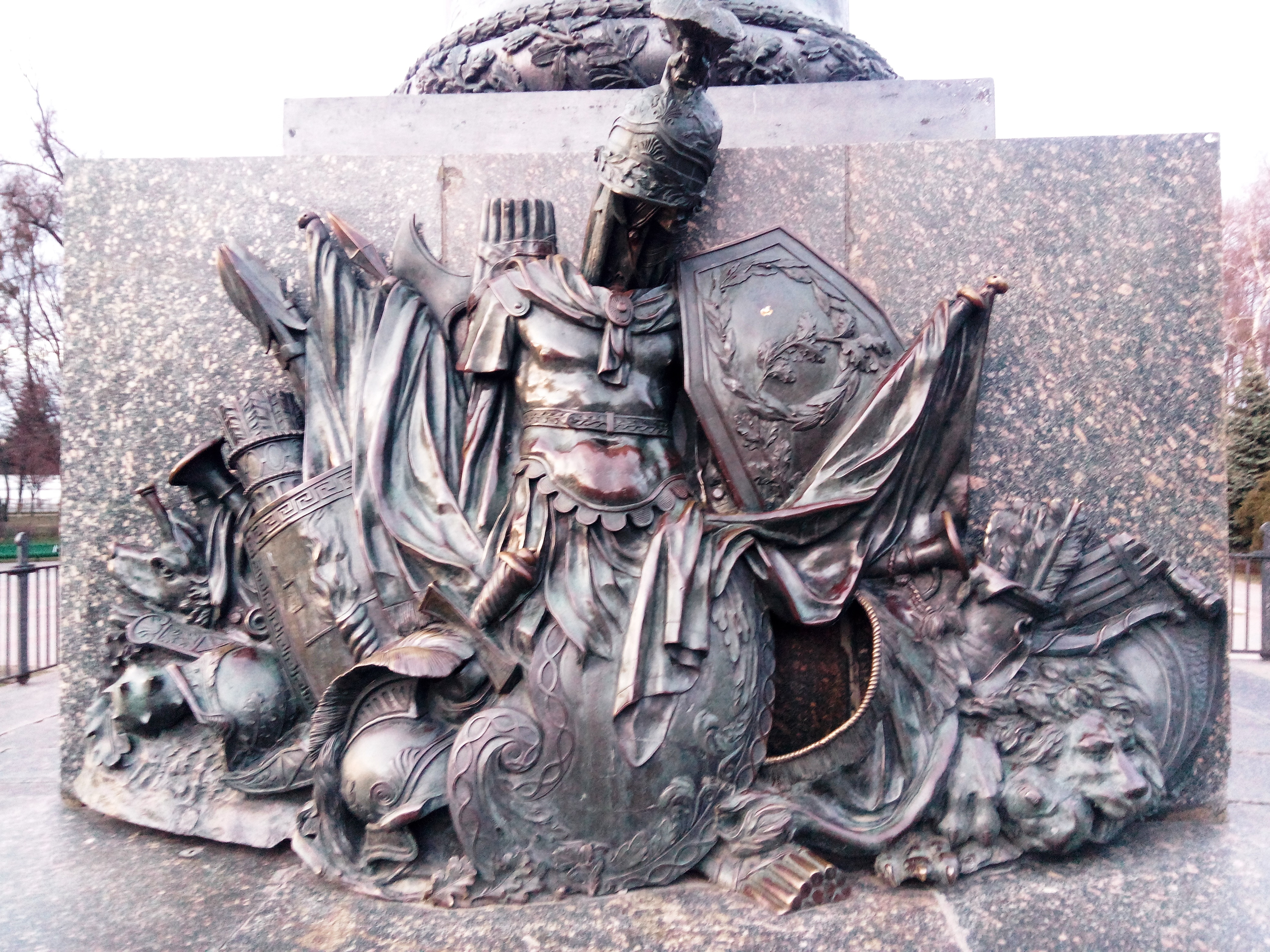
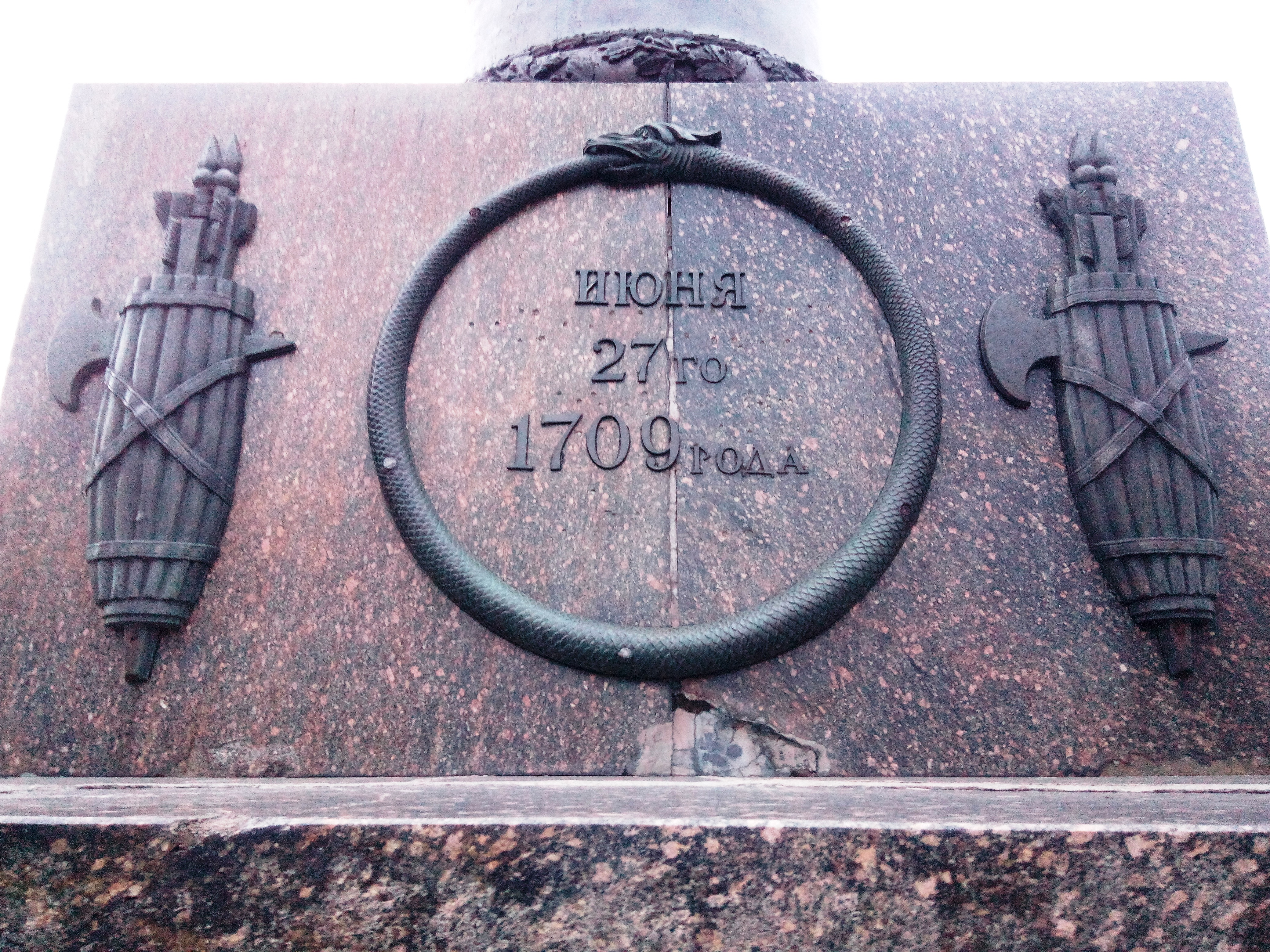
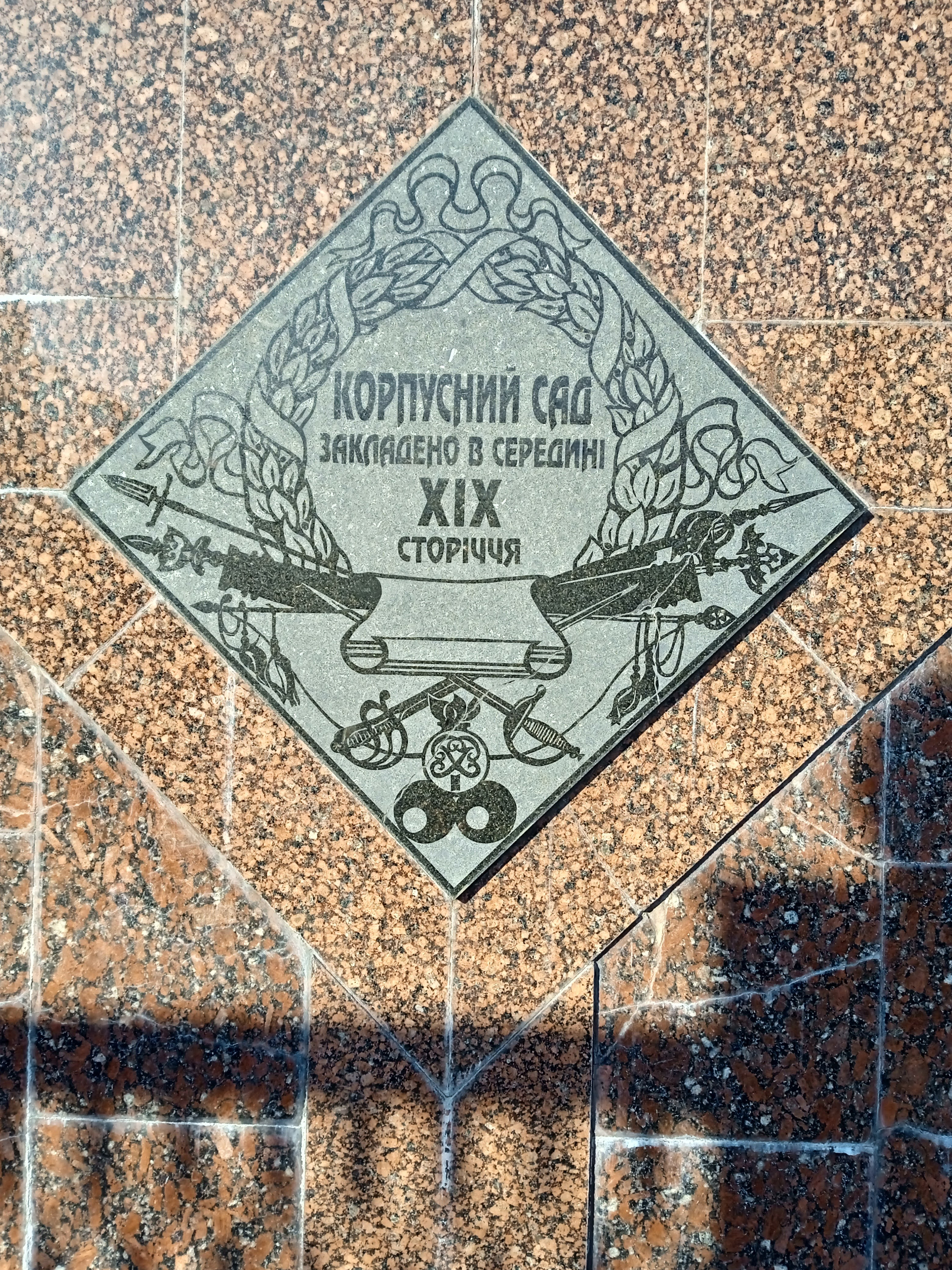